# Sigmund Alphons von Thun

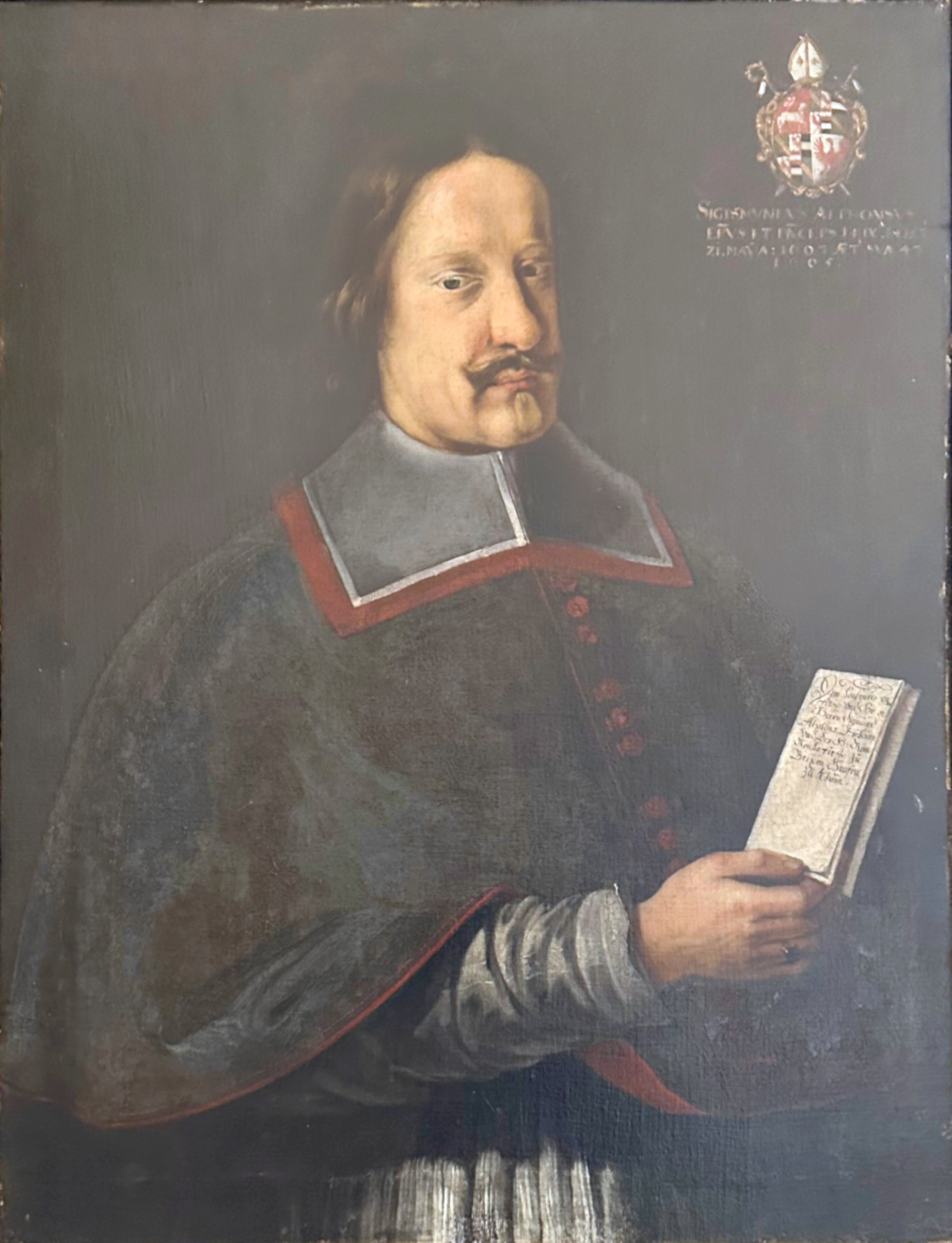
Sigmund Alphons von Thun, Ölgemälde von 1665 im Kloster Neustift, ausgeführt von Matthäus Zehender

Sigmund Alphons von Thun (* 1. November 1621 auf Schloss Thun im Nonsberg; † 2. März 1677 in Trient) war von 1663 bis 1677 Fürstbischof von Brixen und von 1669 bis 1677 Fürstbischof von Trient.

## Herkunft und Ausbildung
Sigmund Alphons von Thun wurde 1621 auf dem Familiensitz Schloss Thun im Nonsberg geboren. Seine Eltern waren Wolfgang Dietrich von Thun und Margarete Gräfin von Castell Bragher. Die Thun waren ein Tiroler Adelsgeschlecht, ursprünglich Ministerialen der Trienter Bischöfe. Die Hauptlinie, der Sigmund Alphons angehörte, wurde 1629 in den Reichsgrafenstand erhoben.
Sigmund Alphons studierte von 1641 bis 1646 am Collegium Germanicum in Rom. 1637 wurde er nach dem Rücktritt seines Onkels Christoph Reinhard von Thun Domizellar in Brixen und Trient, 1641 in Brixen Domkapitular. Am 24. August 1646 erhielt er in Brixen die Priesterweihe. Am 5. Juli 1652 wurde er vom Trienter Bischof Carlo Emanuele Madruzzo zum Archidiakon ernannt.

## Bischof
Am 21. Mai 1663 wurde Thun von Domkapitel zum Bischof von Brixen gewählt. Er nahm seine Diözese am 16.  September 1663 in Besitz, die päpstliche Bestätigung erfolgte am 10. Dezember 1663. Am 5. Februar 1664 erhielt er vom Brixener Weihbischof Jesse Perkhofer die Bischofsweihe. Die Regalien wurden ihm am 1. April 1664 von Kaiser Leopold I. verliehen.
Thun führte das Konsistorium wieder ein, ernannte aber 1676 erneut einen Generalvikar. Er ließ seine Diözese visitieren, er selbst visitierte das Pustertal und das Domkapitel. Mit dem Domkapitel lag er im Streit, da er die Wahlkapitulation ignorierte. Zum Konflikt führte 1666 der Versuch das Priesterseminar aufzuheben. Die Verleihung der Dompropstei an Thuns Kandidaten durch den Papst, gegen den Willen des Domkapitels, führte zu neuen Streitigkeiten. Auch mit dem Tiroler Landesfürsten, der versuchte die Landeshoheit des Hochstifts einzuschränken, kam es zum Konflikt. Als Sigismund Franz von Tirol die von seinem Vorgänger an Brixen verpfändeten im Pustertal gelegenen Herrschaften Michelsburg, Schöneck und das Unterdrittel von Rodeneck auslösen wollte, weigerte sich Thun. Die Landschaft ließ den Brixener Besitz in Tirol in Beschlag nehmen, als Bischof Thun sich weigerte die kaiserliche Familie, wie an feierlichen Anlässen üblich, zu beschenken. Daraufhin gab Thun nach und stimmte auch 1776 einer Steuererhöhung an die Landschaft zu.
Am 9. Januar 1669 wurde Thun auf Druck des Hauses Österreich vom Domkapitel mit knapper Mehrheit zum Bischof von Trient gewählt. Erst am 9. September 1669 erhielt er die Bestätigung des Papstes und die Erlaubnis, das Bistum Brixen zu behalten. Die Inbesitznahme erfolgte am 31. März 1670. Auch seine Amtszeit in Trient war von Streitigkeiten geprägt.
Thun ließ den Palazzo Pretorio erneuern und förderte die Accademia degli Accesi. Er starb am 2. März 1677 in Trient und wurde im Dom von Trient bestattet.